# Hypoderma capreola
Hypoderma capreola är en tvåvingeart som beskrevs av Rubtsov 1940. Hypoderma capreola ingår i släktet Hypoderma och familjen styngflugor. Inga underarter finns listade i Catalogue of Life.